# Jayne Meadows
Jayne Meadows, även känd som Jayne Meadows-Allen, född Meadows Cotter den 27 september 1919 i Wuchang i Hubei i Kina, död 26 april 2015 i Encino i Kalifornien, var en amerikansk skådespelare. Hon verkade på teaterscenen såväl som på TV och film.

## Biografi
Jayne Meadows föddes i Kina där hennes föräldrar var missionärer. Hon var äldre syster till skådespelaren Audrey Meadows.
Hon debuterade på Broadway 1941 under namnet Jayne Cotter i uppsättningen av Spring Again. Hon fick mycket uppmärksamhet för sin medverkan i The Gazebo 1958 där hon spelade mot Walter Slezak. Sista framträdandet på Broadway kom 1978 i komedin Once In A Lifetime. På film debuterade Meadows i långfilmen Dolda känslor 1946 där hon bland annat spelade mot Katharine Hepburn, Robert Taylor och Robert Mitchum. Under 1950-talet medverkade hon mycket på TV och var bland annat fast panelmedlem i TV-programmet I’ve Got a Secret från 1952 till 1959. Under sin karriär nominerades Meadows till tre Emmy Awards för sin medverkan i TV-serierna Meeting of Minds (1978), St. Elsewhere (1987) och High Society (1996).

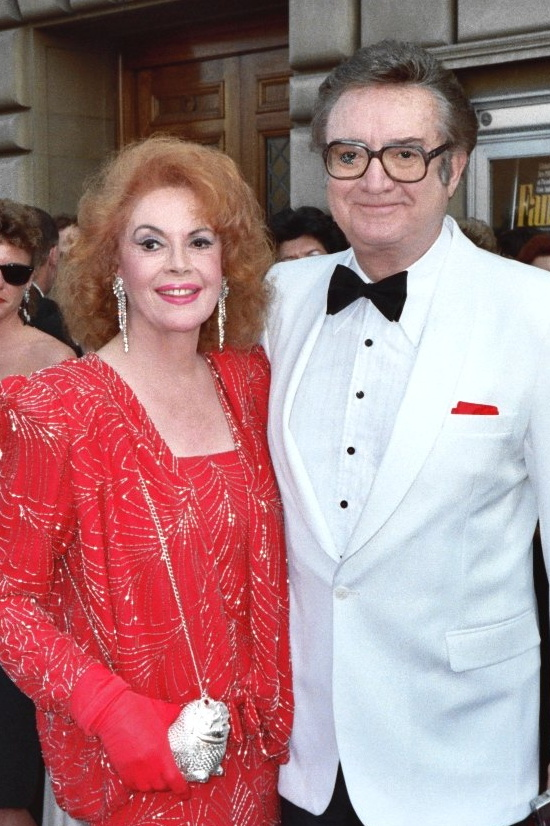
Jayne Meadows med maken Steve Allen på Emmy-galan 1987.

Mellan 1949 och 1952 var Jayne Meadows gift med manusförfattaren Milton Krims. 1954 gifte hon sig med TV-personligheten Steve Allen och de förblev gifta fram till hans död år 2000. Tillsammans fick de en son och Meadows var styvmor åt hans tre barn från ett tidigare äktenskap. Meadows och Allen medverkade ofta i TV-serier och program tillsammans.

## Filmografi
- 1946 – Dolda känslor
- 1947 – Kvinnan i sjön
- 1947 – Melodin som gäckade skuggan
- 1948 – Det började med Nora
- 1948 – Vad mannen begär
- 1951 – Mord i 20:de våningen
- 1959 – Skinn på näsan
- 1969–1972 – Medical Center (TV-serie)
- 1976 – Min son är sån...
- 1977–1981 – Meeting of Minds (TV-serie)
- 1978–1986 – Kärlek ombord (TV-serie)
- 1979 – Betygsjakten (TV-serie)
- 1983 – It's Not Easy (TV-serie)
- 1985 – Da Capo
- 1986 – Mord och inga visor (TV-serie)
- 1987–1988 – St. Elsewhere (TV-serie)
- 1989 – Föräldrafällan IV - Smekmånad på Hawaii
- 1990 – Murder by Numbers
- 1993 – Systrar (TV-serie)
- 1994 – Jakten på Curlys guld
- 1995 – Casino
- 1995–1996 – High Society (TV-serie)
- 1999 – Berättelsen om oss